# 시모쓰키 소동
시모쓰키 소동(일본어: 霜月騒動, しもつきそうどう)은 일본 가마쿠라 시대(鎌倉時代) 후기인 고안(弘安) 8년 11월 17일(양력 1285년 12월 14일)에 가마쿠라에서 일어난 정변이다. 고안 합전(일본어: 弘安合戦)、아다치 야스모리의 난(일본어: 安達泰盛の乱)、아키타죠노스케의 난(일본어: 秋田城介, あきたじょうのすけ)이라고도 한다.
8대 싯켄(執権) 호조 도키무네(北条時宗) 사후 유력 고케닌(御家人) 아다치 야스모리(安達泰盛)와 나이간레이(内管領) 다이라노 요리쓰나(平頼綱)의 대립이 격화되고 요리쓰나측의 선제공격으로 야스모리와 그 일족, 노토들이 멸망당한 사건이다.
초대 쇼군 미나모토노 요리토모(源頼朝) 사망 이후 거듭되던 호조씨(北条氏)와 유력 고케닌 사이의 마지막 항쟁으로, 이 소동의 결과로 막부 개창 이래의 유력 고케닌들의 정치 세력은 괴멸되고 다이라노 요리쓰나를 위시한 도쿠소케 피관(得宗家被官), 즉 미우치비토(御内人) 세력의 패권이 확립되었다.

## 배경
아다치 야스모리는 막부 창설 이래의 유력 고케닌 아다치 씨(安達氏)의 일족으로 호조 씨 도쿠소케(得宗家)의 외척으로써 싯켄 호조 도키무네를 지지하며 엣소토닌(越訴頭人)이나 고온부교(御恩奉行) 등의 요직을 역임했던 막부의 중심인물이었고, 다이라노 요리쓰나는 도키무네의 적자인 사다토키(貞時)의 유모부(乳母父)로 호조 씨 도쿠소케의 집사(執事)인 나이간레이(内管領)로써 도쿠소 권력을 구현하는 입장에 있었다. 막부에서는 도자마 고케닌(外様御家人)을 지지세력으로 하는 야스모리, 요리쓰나를 필두로 하는 도쿠소 피관 세력이 대립하고 있었다. 고안 7년(1284년) 양자의 조정역을 맡고 있던 싯켄 도키무네가 사망하고 14세의 사다토키가 9대 싯켄이 되었다. 몽골 습래 이래로 안팎으로 여러 가지 문제들이 분출되고 있던 가운데 막부 정치 운영을 놓고 양자의 대립은 더욱 격화되었다. 사다토키의 외할아버지로써 막부 정치를 주도하는 입장이었던 야스모리는 고안 덕정(弘安徳政)이라 불리는 막부 정치 개혁에 착수하였으며 새로운 법령 '신고시키모쿠'(新御式目)을 발호하였다. 쇼군을 받들고 고케닌 제도를 일으켜 세우려는 야스모리의 개혁은 고케닌층을 확대하고 쇼군 권력을 키움으로써 도쿠소 권력이나 미우치비토들의 막부 정치 개입을 억제하는 것으로써 도쿠소히칸(미우치비토)이었던 요리쓰나에게도 이해관계가 미치는 것이기도 하였다.

## 경과
고안 8년(1285년) 11월 4일과 14일, 다이라노 요리쓰나는 닛코 산 벳토(日光山別当) 겐에(源恵)에 의뢰하여 야스모리 토벌 기도를 행하였다. 합전 상황을 언급한 유일한 1차 자료인 《시모쓰키 소동 각문서》(霜月騒動覚聞書)에 따르면 11월 17일 오전 중에 마쓰타니(松谷)의 별장에 거하던 야스모리는 주위가 떠들썩해진 것을 눈치채고 낮 12시경 도노쓰지(塔ノ辻)에 있던 출사용 저택으로 가서 사다토키의 저택으로 가려 하였으나 미우치비토들에게 가로막혀서 사망자 30명에 부상자 10명이 발생하였다. 이를 계기로 양자간에 충돌이 벌어져서 쇼군 고쇼(将軍御所)까지 불길이 옮겨 붙었고, 오후 4시경에 합전은 아다치측이 패배하고 야스모리와 그 적자 무네카게(宗景)、동생 나가카게(長景) 이하 아다치 일족이 자해하거나 잡혀 죽는 것으로 끝났다.
아다치 도키카게(安達時景)는 사가미국(相模国)의 이이야마(飯山, 오늘날의 아쓰기시厚木市)로 달아났으나 살해되고, 아다치 일족 500여 명이 자결, 소동은 일본 전국으로 퍼져 각지에서 야스모리 지지자들이 추격을 당해 자해하기에 이르렀다. 아다치 씨의 기반이었던 고즈케국(上野国) ・ 무사시국(武蔵国)의 고케닌들의 피해는 커서, 무사시에서는 무토 소쿄사에몬(武藤少卿左衛門), 도토미국(遠江国)에서는 아다치 무네아키(安達宗顕), 히타치국(常陸国)에서는 아다치 시게카게(安達重景)、시나노국(信濃国)에서는 도모노 히코지로 모리토키(伴野彦二郎盛時) 등이 자결하였다. 규슈(九州)에서도 야스모리의 아들 아다치 모리무네(安達盛宗)가 이와토 합전(岩門合戦)에서 패하고 죽었다. 이러한 수의 인물들이 한꺼번에 죽임을 당하거나 혹은 자결하기에 이른 것은 용의주도한 계획 아래 일제히 이루어졌던 습격 작전 때문이었던 것으로 보인다.
야스모리의 여당으로 해를 입은 자들은 야스모리의 친족 외에도 아시카가 씨(足利氏), 오가사와라 씨(小笠原氏, 도모노 씨伴野氏), 이토 씨(伊東氏), 무토 씨(武藤氏, 쇼니씨) 그 외에는 후지와라노 스케노리(藤原相範), 기라 미쓰우지(吉良満氏), 우에다 마타타로(殖田又太郎, 오에노 야스히로大江泰広), 고바야카와 사부로자에몬(小早川三郎左衛門), 미시나 구란도(三科蔵人), 아마노 가게무라(天野景村), 이가 가게이에(伊賀景家), 닛카이도 유키카케(二階堂行景), (오오이大井) 미마사카노사부로자에몬(美作三郎左衛門), 쓰나지마 지로 뉴도(綱島二郎入道), 이케가미 도우치사에몬노이(池上藤内左衛門の尉)、나메가타 쇼지로(行方少二郎), 난부 마고지로(南部孫二郎, 마사쓰라政連?), 아리사카 사부로(有坂三郎)、가마타 야토지 사에몬노이(鎌田弥藤二左衛門尉), 아키야마(秋山) 등, 막부 창설 이래의 유력 고케닌층 대부분이 확인된다. 한편 요리쓰나측으로 도쿠소히칸(미우치비토)화된 고케닌인 사사키 씨(佐々木氏), 이마가와 씨(今川氏), 지바 씨(千葉氏) 등도 포함되어 있어, 동족 내에서도 요리쓰나파와 야스모리파로 갈라지는 등 그야말로 막부를 둘로 쪼개다시피 한 쟁란이었다. 호조 씨의 분가로 야스모리와 연척 관계에 있었던 가나자와 아키토키(金沢顕時, 야스모리의 사위)는 가즈사국(下総国)에 칩거하는 신세가 되었고, 우쓰노미야 가게쓰나(宇都宮景綱)、나가이 무네히데(長井宗秀) 등은 실각하였다(이후 헤이젠몬의 난平禅門の乱으로 요리쓰나 실각 뒤에 복귀하였다).

## 시모쓰키 소동 이후의 가마쿠라 막부
실권을 장악한 다이라노 요리쓰나는 야스모리의 고안 개혁을 부정하고 막부 인사를 도쿠소를 정점으로 다이부쓰류(大仏流)、나고시류(名越流) 호조 씨를 중심으로 하는 호조 일족의 지배체계로 바꾸고, 아시카가 씨 등 재래의 고케닌들은 자취를 감춘다. 이를 일본 역사에서는 도쿠소 전제(得宗専制)라는 용어로 설명한다. 교토(京都)에서는 야스모리와 협조해 고안 덕정을 행한 것으로 보이는 가메야마 상황(亀山上皇)의 인세이가 정지되었다.
권세를 누리던 요리쓰나도 8년 뒤 헤이젠몬의 난(平禅門の乱)으로 멸망하였으나, 야스모리의 동생의 자손(아다치 씨) 및 요리쓰나의 동생 자손(나가사키 씨長崎氏)는 다시 일어서서 두 집안 사이에 혼인관계가 맺어지기까지 하였으며 호조 도쿠소케가 멸망한 도쇼지 합전(東勝寺合戦)에서 아다치와 나가사키 두 집안 모두 호조 도쿠소와 운명을 함께 하였다.

## 쇼군 문제
에도 시대의 《호레키칸키》(保暦間記)에 따르면 요리쓰나는 야스모리의 아들 무네카게가 미나모토노 요리토모의 먼 후손이라 칭하며 겐지(源氏)로 성을 바꾸기까지 하면서 모반을 일으켜 쇼군이 되려 하고 있다, 고 싯켄 사다토키에게 참언하였다고 한다. 야스모리는 겐지 쇼군에게 대대로 전해지는 보검 '히게키리 타치'(髭切太刀)를 교토에 있던 신사에서 찾아내어 홋케도(法華堂)에 바쳤다. 히게키리 타치는 시모쓰키 소동으로 행방불명되었다가 12월 5일에 발견되어 사다토키에 의해 '적자의 금대'(赤字の錦袋)에 감겨 다시금 홋케도에 봉납되었다고 한다.
본래 쇼군-고케닌 주종관계로 성립되어 있던 막부 내부에 있어서 소료(総領) 제도가 쇠퇴하는 가운데 영세화된 고케닌들이 도쿠소히칸인 미우치비토로 포섭되어 도쿠소-미우치비토 주종관계를 쌓아나갔다. 야스모리의 개혁에서 구제 대상이 되었던 영세한 고케닌들은 미우치비토로써 도쿠소케의 편으로 돌아서서 야스모리 등 유력 고케닌들을 치는 입장에 섰다. 한편으로 막부 창설 이래의 고케닌들에게 있어서 일단 신분이 낮고 어디까지나 호조 집안의 가신에 지나지 않았던 나이칸레이 ・ 미우치비토가 권세를 떨치는 것에 대한 반감이 강했고, 그들 도자마 고케닌층 대부분이 야스모리측에 가담하였다. 쇼군 문제는 도쿠소가 막부의 정점에 선다 해도 출신의 낮음으로 인해 결코 넘볼 수 없었던, 가마쿠라 막부 나아가 일본을 모두 장악하다시피 했던 싯켄 호조 씨가 마지막까지 넘을 수 없었던 벽이기도 하였다.

## 참고 문헌
- (일본어) 永井晋　『金沢貞顕』　〈人物叢書〉吉川弘文館、2003年。
- (일본어) 福島金治　『安達泰盛と鎌倉幕府 - 霜月騒動とその周辺』　有隣新書、2006年。
- (일본어) 本郷和人　『新・中世王権論』　新人物往来社、2004年。
- (일본어) 村井章介　『北条時宗と蒙古襲来』　NHK出版、2000年。